# Tony Rominger
Tony Rominger (Vejle, Dinamarca, 27 de marzo de 1961) es un exciclista suizo. Es ganador de tres Vueltas a España y un Giro de Italia, entre un total de 92 victorias. Fue uno de los mayores rivales que tuvo Miguel Induráin, destacó como un gran escalador y no menos buen contrarrelojista.

## Biografía

### Primeros años
De padre suizo y madre danesa, Tony nació en Vejle Dinamarca, pero emigró a los 13 años junto a sus padres al país helvético en 1974, concretamente a la localidad de Zug.
Empezó en el ciclismo a una edad tardía, por lo que no debutaría como profesional hasta 1986, con 26 años, en el equipo suizo Cilo-Aufina.

### Ciclismo profesional

#### Primeros años: debut y progresión

##### 1986: debut como profesional
Debutó como profesional en 1986, en las filas del Cilo-Aufina. La escuadra era suiza, al igual que su patrocinador principal (el fabricante de bicicletas Cilo) y el propio Rominger.

##### 1987: inicios con Ferrari y primera victoria
Para su segunda temporada pasó al Brianzoli-Chateau dirigido por Giuanluigi Stanga. Ese año supuso el inicio de su relación con el doctor Michele Ferrari, en ese momento médico de la escuadra. Coincidió en el equipo con ciclistas como Francesco Moser.
Ganó el Giro Reggio Calabria, así como varios puestos de honor en carreras de primer nivel como Tirreno-Adriático.

##### 1988: etapas en Romandía y Giro
Su primera victoria del año llegó en una etapa del Tour del Mediterráneo.
Sus mejores triunfos de ese año llegaron en primavera, cuando ganó una etapa en el Tour de Romandía y otra en el Giro de Italia. Antes del Giro ganó también una etapa en el Giro del Trentino.
En la parte final de la temporada conquistó el Giro d'Emilia y la Florencia-Pistoia. Consiguió un buen puesto en el Campeonato de Zúrich.

#### Consolidación en vueltas de una semana

##### 1989: Tirreno Adriático y Lombardía
Ganó el Tour del Mediterráneo.
Ganó la Tirreno-Adriático.
Ganó el Giro de Lombardía, una de las cinco grandes clásicas consideradas monumentos del ciclismo. Rominger se fugó al inicio de la dura ascensión de Valcava (cerca del Lago Como y entre una espesa niebla) y completó 113 kilómetros escapado para llegar en solitario a la meta de Milán, en lo que fue calificado como una exhibición. El suizo, primero de su país en conquistar la carrera lombarda, basó su triunfo en una inusitada valentía y sus dotes de rodador, viéndose asimismo beneficiado por el hecho de que favoritos como Laurent Fignon y Charly Mottet se centraran en su particular pugna por terminar la temporada en la primera posición del Ranking FICP. Con su triunfo en la última gran carrera de la temporada ciclista, conocida como la clásica de las hojas muertas, logró su mayor victoria hasta entonces. Dicho resultado le sirvió asimismo para concluir segundo (por detrás del para entonces vencedor Sean Kelly) en la Copa del Mundo, una competición que se había estrenado ese año y que puntuaba los resultados obtenidos por los ciclistas en las doce mejores clásicas de la temporada (los cinco monumentos inclusive).

##### 1990: Tirreno-Adriático, segunda vez
Su primer triunfo del año fue una etapa en el Tour del Mediterráneo.
En marzo ganó por segundo año consecutivo la Tirreno-Adriático, carrera en la que obtuvo además una victoria de etapa. Con el PDM de Sean Kelly y Erik Breukink como principal rival a priori, la ronda comenzó con un atípico prólogo por equipos. Rominger ganó la primera etapa en línea llegando en solitario a Maiori, en una victoria que le sirvió además para colocarse al frente de la general con casi dos minutos de ventaja respecto al resto. En la cronoescalada del día siguiente aumentó la renta respecto a sus rivales con un segundo puesto. Mantuvo sin problemas el liderato y sus más de dos minutos de ventaja en las siguientes etapas, incluida la etapa montañosa de Monte Urano. La carrera se cerró con una contrarreloj costera en San Benedetto del Tronto en la que Rominger, sin ser un especialista (fue undécimo), aumentó de hecho su renta sobre quienes le acompañarían en el podio final, culminando así con una amplia renta su segundo triunfo consecutivo en la primera carrera del calendario italiano.
Con Gianni Bugno a San Remo. Ganó Bugno.
Una etapa de la Dauphiné Libéré. Poco después fue tercero en el Campeonato de Suiza en Ruta, logrando así la medalla de bronce.

##### 1991: dominador de París-Niza y Romandía
Para 1991 fichó por el equipo Toshiba.
Ganó la París-Niza, carrera que dominó conquistando además cuatro etapas. Posteriormente ganó el Tour de Romandía, donde obtuvo también dos triunfos de etapa.
También ganó la Florencia-Pistoia, el Gran Premio de las Naciones y el Trofeo Baracchi, alcanzando así un total de diez triunfos esa temporada.

#### Los años gloriosos en CLAS y Mapei

##### 1992: primera Vuelta, Lombardía y País Vasco
Pero su gran explosión llegó en el año 1992: Rominger ganó en ese año su primera Vuelta a España, entre otras 13 victorias, ahora con los colores del equipo asturiano CLAS-Cajastur. Cabe destacar sus éxitos en la Vuelta al País Vasco y en el Giro de Lombardía (por segunda vez). Se convirtió en un ídolo en Asturias.

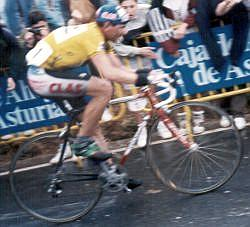
Rominger, en plena ascensión al Alto del Naranco, durante la Vuelta a España 1993.

##### 1993: segunda Vuelta y alternativa a Induráin
No bajó el pistón en 1993, puesto que además de su segundo triunfo en la Vuelta se estrenó en el Tour de Francia, donde ganó tres etapas y acaba segundo en la general por detrás de Miguel Induráin. También se lleva su segunda Vuelta al País Vasco. Ese año y el siguiente marcan el punto más álgido de la carrera de Rominger, que alcanza en 1994 la espectacular cifra de 20 victorias.

##### 1994: tercera Vuelta y doble récord de la hora
Rominger ganó su tercera Vuelta a España consecutiva (más seis triunfos de etapa, la Regularidad y la Montaña), y curiosamente también su tercera Vuelta al País Vasco de la misma forma. Fue al Tour como favorito, pero tuvo complicaciones físicas que le hicieron abandonar. Tras esa decepción acudió en agosto a la clínica del doctor Michele Ferrari en Ferrara para iniciar su preparación de cara al asalto al récord de la hora, en posesión de Miguel Induráin.
Durante los meses de octubre y noviembre batió en el velódromo de Burdeos (Francia) el récord de la hora en dos ocasiones. La primera sirvió para arrebatárselo a su gran rival Miguel Induráin, superándolo en casi 800 metros. La segunda supuso un gran salto y dejó la marca en más de 55 kilómetros. El doctor Ferrari se postuló como decisivo para las marcas de su pupilo. Ostentó el récord durante dos años hasta que el inglés Chris Boardman le superó. Fue a partir del récord del inglés cuando la UCI decidió permitir sólo marcas con bicicletas convencionales, dejando la marca de Rominger relegada a la categoría de "Mejor esfuerzo humano" según la UCI.
Además, ese año tanto a él como su compañero de equipo Franco Ballerini les fueron hallados restos de salbutamol en sendos controles antidopaje, aunque ambos fueron absueltos sin sanción al considerarse que se trataba de "uso terapéutico".

##### 1995: Romandía y un Giro de Italia "contra" los Gewiss
En 1995, ya sin CLAS como espónsor del equipo (con Mapei), obtuvo una de las victorias más importantes de su palmarés, el Giro de Italia. Pese a todo, se empezó a notar una cierta decadencia en el rendimiento del corredor, que gana 12 carreras en total.

#### Decadencia y retirada

##### 1996: tercero en la Vuelta y adiós a Mapei
Decadencia que se confirmó en 1996, aunque no es un mal año para Rominger, que ganó dos etapas en la Vuelta (3.º en la general final) y obtuvo cinco triunfos más, además de un bronce en el Mundial CRI.

##### 1997: Cofidis, un final sin victorias
Pero en 1997 es cuando se produce el bajón definitivo de la trayectoria del ciclista suizo, que en el equipo Cofidis no es capaz de conseguir una sola victoria por primera vez en once años.
Tony Rominger abandonó el ciclismo profesional al término de esa temporada.

### Tras la retirada
Tras su retirada se convirtió en agente de ciclistas como Andreas Klöden. Su amigo y antiguo agente Marc Biver tomó las riendas del Astana (heredero de la estructura ONCE/Liberty Seguros/Astana de Manolo Saiz) para 2007, y aunque pese a los rumores iniciales Rominger no se incorporó como director deportivo, su representado Klöden sí fichó por dicho equipo (en lo que el propio Rominger calificaría posteriormente como un error).

## Vida privada
Su esposa, Brigitte, fue ciclista profesional. Es padre de dos hijos: Rahel y Robin.

## Palmarés
| 1987 - Giro Reggio Calabria 1988 - Giro d'Emilia - Florencia-Pistoia - 1 etapa del Giro de Italia - 1 etapa del Tour del Mediterráneo - 1 etapa del Giro del Trentino - 1 etapa del Tour de Romandía 1989 - Giro de Lombardía - Tirreno-Adriático - Florencia-Pistoia - Tour del Mediterráneo, más 1 etapa - 1 etapa del Giro de Reggio Calabria - 2.º en la Copa del Mundo 1990 - Tirreno-Adriático, más 1 etapa - 1 etapa del Tour del Mediterráneo - 1 etapa del Dauphiné Libéré - 3.º en el Campeonato de Suiza en Ruta 1991 - Gran Premio de las Naciones - Florencia-Pistoia - París-Niza, más 4 etapas - Tour de Romandía, más 2 etapas - Trofeo Baracchi 1992 - Vuelta a España , más 2 etapas y la clasificación de la combinada - Vuelta al País Vasco, más 2 etapas - 2 etapas de la París-Niza - 1 etapa de la Vuelta a Asturias - 1 etapa de la Volta a Cataluña - Giro de Lombardía - Trofeo Luis Ocaña - Subida al Naranco - Florencia-Pistoia - 2.º en la Copa del Mundo | 1993 - Subida a Urkiola - Vuelta a España , más 3 etapas, clasificación por puntos y Clasificación de la Montaña - Vuelta al País Vasco, más 3 etapas - 2.º en el Tour de Francia, más 3 etapas y Gran Premio de la Montaña - 1 etapa del Critérium Internacional - Polynormande 1994 - Gran Premio de las Naciones - GP Eddy Merckx - Memorial Joseph Voegli - Rominger Classic - GP Telekom - Vuelta a España, más 6 etapas - París-Niza, más 1 etapa - Vuelta al País Vasco, más 2 etapas - Escalada a Montjuic - Ranking UCI 1995 - GP Telekom - Giro de Italia, más 4 etapas , clasificación por puntos y clasificación del Intergiro - Tour de Romandía, más 3 etapas - 1 etapa del Vuelta al País Vasco - 1 etapa del Giro del Trentino 1996 - À travers Lausanne - Vuelta a Burgos, más 2 etapas - 3.º en la Vuelta a España, más 2 etapas y Clasificación de la Montaña - 3.º en el Campeonato Mundial Contrarreloj |

## Resultados
Durante su carrera deportiva consiguió los siguientes puestos en Grandes Vueltas, vueltas menores y carreras de un día:

### Grandes Vueltas
| Carrera | Carrera         | 1984 | 1985 | 1986 | 1987 | 1988 | 1989 | 1990 | 1991 | 1992 | 1993 | 1994 | 1995 | 1996 | 1997 |
| ------- | --------------- | ---- | ---- | ---- | ---- | ---- | ---- | ---- | ---- | ---- | ---- | ---- | ---- | ---- | ---- |
|         | Giro de Italia  | —    | —    | 97.º |      | 44.º |      | —    | —    | —    | —    | —    | 1.º  | —    | —    |
|         | Tour de Francia | —    | —    | —    | —    | 68.º | —    | 57.º | —    | —    | 2.º  | Ab.  | 8.º  | 10.º | Ab.  |
|         | Vuelta a España | —    | —    | —    | —    | —    | —    | 16.º | —    | 1.º  | 1.º  | 1.º  | —    | 3.º  | 38.º |

### Vueltas menores
| Carrera | Carrera                | 1984 | 1985 | 1986 | 1987 | 1988 | 1989 | 1990 | 1991 | 1992 | 1993 | 1994 | 1995 | 1996 | 1997 |
| ------- | ---------------------- | ---- | ---- | ---- | ---- | ---- | ---- | ---- | ---- | ---- | ---- | ---- | ---- | ---- | ---- |
|         | París-Niza             | —    | —    | —    | —    | —    | —    | —    | 1.º  | 2.º  | 8.º  | 1.º  | —    | —    | 35.º |
|         | Tirreno-Adriático      | —    | —    | —    | 3.º  | 2.º  | 1.º  | 1.º  | —    | —    | —    | —    | —    | —    | —    |
|         | Volta a Cataluña       | —    | —    | —    | —    | —    | 5.º  | —    | —    | 2.º  | 49.º | —    | —    | —    | —    |
|         | Vuelta al País Vasco   | —    | —    | —    | —    | —    | —    | —    | —    | 1.º  | 1.º  | 1.º  | 3.º  | 49.º | —    |
|         | Tour de Romandía       | —    | —    | —    | —    | 2.º  | 6.º  | —    | 1.º  | —    | —    | —    | 1.º  | —    | 28.º |
|         | Critérium del Dauphiné | —    | —    | —    | —    | —    | —    | 4.º  | 3.º  | —    | —    | —    | —    | 2.º  | —    |
|         | Vuelta a Suiza         | —    | —    | 31.º | 60.º | —    | 24.º | —    | —    | —    | 44.º | 35.º | Ab.  | —    | 36.º |

### Clásicas, Campeonatos y JJ. OO.
| Carrera               | Carrera               | 1984 | 1985         | 1986         | 1987         | 1988 | 1989         | 1990         | 1991         | 1992 | 1993         | 1994         | 1995         | 1996 | 1997 |
| --------------------- | --------------------- | ---- | ------------ | ------------ | ------------ | ---- | ------------ | ------------ | ------------ | ---- | ------------ | ------------ | ------------ | ---- | ---- |
|                       | Milán-San Remo        | —    | —            | 55.º         | 91.º         | 47.º | 76.º         | —            | —            | —    | 19.º         | 42.º         | —            | —    | 71.º |
|                       | Tour de Flandes       | —    | —            | —            | 50.º         | —    | —            | 30.º         | —            | —    | —            | —            | —            | —    | —    |
| Flecha Valona         | Flecha Valona         | —    | —            | —            | —            | —    | —            | 18.º         | 22.º         | —    | —            | —            | —            | —    | 63.º |
|                       | Lieja-Bastoña-Lieja   | —    | —            | 24.º         | —            | —    | 18.º         | —            | 65.º         | 5.º  | 2.º          | 6.º          | 28.º         | —    | 60.º |
| Clásica San Sebastián | Clásica San Sebastián | —    | —            | —            | —            | —    | 3.º          | 4.º          | 38.º         | —    | 23.º         | —            | —            | —    | —    |
| Campeonato de Zúrich  | Campeonato de Zúrich  | —    | —            | —            | —            | 3.º  | 7.º          | —            | 51.º         | 67.º | —            | —            | —            | 56.º | —    |
| París-Tours           | París-Tours           | —    | —            | 64.º         | —            | —    | —            | —            | —            | —    | —            | —            | —            | —    | —    |
|                       | Giro de Lombardía     | —    | —            | —            | —            | 5.º  | 1.º          | —            | 15.º         | 1.º  | —            | —            | —            | 48.º | —    |
| JJ. OO. (CRI)         | JJ. OO. (CRI)         | —    | No disputado | No disputado | No disputado | —    | No disputado | No disputado | No disputado | —    | No disputado | No disputado | No disputado | 5.º  | —    |
| Mundial en Ruta       | Mundial en Ruta       | —    | —            | —            | Ab.          | Ab.  | 14.º         | 56.º         | Ab.          | 4.º  | —            | —            | —            | 9.º  | Ab.  |
| Mundial Contrarreloj  | Mundial Contrarreloj  | X    | X            | X            | X            | X    | X            | X            | X            | X    | X            | —            | —            | 3.º  | 4.º  |

 —: No participa

Ab.: Abandona

X: Ediciones no celebradas

## Premios y reconocimientos
- Bicicleta de Oro (1994).
- 2.º puesto en la Bicicleta de Oro (1992).
- 3.er puesto en la Bicicleta de Oro (1993).
- Mendrisio de Oro (1989 y 1994).

## Equipos
- Cilo-Aufina (1986)
- Château d'Ax (1987-1990)
  - Brianzoli-Chateau d'Ax (1987)
  - Chateau d'Ax (1988-1990)
- Toshiba (1991)
- CLAS (1992-1993)
- Mapei (1994-1996)
  - Mapei-CLAS (1994)
  - Mapei (1995-1996)
- Cofidis (1997)